# ماري بن سليمان
ماري بن سليمان كان مؤلفًا مسيحيًا نسطوريًا في القرن الثاني عشر يكتب باللغة العربية، وهو من أصل عربي أو مشرقي.
لا يُعرف شيء عن حياته. وهو مؤلف عمل لاهوتي وتاريخي يُعرف باسم كتاب المجدل.

## كتاب المجدل
يتكون العمل من سبعة أجزاء كالآتي:
1. الأول عبارة عن مقدمة عامة
2. الثاني أطروحة لاهوتية عن المسيحية النسطورية
3. الثالث يناقش المعمودية والقربان المقدس
4. الرابع الفضائل السبع (التقوى، والصدقة، والصلاة، والصوم، والشفقة، والتواضع، والعفة)
5. الخامس عن الأعمدة السبعة للخلق، والدينونة الأخيرة، والنبوءات، ومجيء المسيح، وتاريخ الكنيسة الشرقية، وتاريخ البدع، وشريعة النصوص الكتابية
6. السادس عن الخنادق الأربعة للبرج، وهي الصلاة، ومراعاة يوم الرب، والشموع والبخور، والتوبة
7. السابع عن حدائق البرج، حيث يمكن للمسيحيين، المحررين من التزامات الشريعة الموسوية، أن يستريحوا.

## الأهمية
الاهتمام الرئيس للعمل في الدراسات الحديثة هو المادة التاريخية في جزئه الخامس، وهي شهادة مهمة على تاريخ الكنيسة الشرقية في القرنين الحادي عشر والثاني عشر. يمكن تأريخ العمل تقريبًا من حقيقة أن التاريخ ينتهي بالبطريرك عبديشو الثالث (حكم 1139-1148)، مما يشير إلى تأليف في أربعينيات القرن الثاني عشر.

## المخطوطات
في القرن الرابع عشر، قلد عمرو بن متى العمل، وكثيرًا ما كان يُخلط بين العملين، حتى في مخطوطاتهما. المخطوطة الرئيسة للعمل عنوانها (Paris arab. 190) وتعود إلى القرن الثالث عشر، وهناك مخطوطتان أخرتان عنوانهما (Paris arab. 191) و(Paris arab. 192) تعودان إلى القرن الرابع عشر. توجد مخطوطتان في الفاتيكان، وواحدة في لندن.